# Moriola descensa
Moriola descensa är en svampart som beskrevs av Norman 1872. Moriola descensa ingår i släktet Moriola och familjen Moriolaceae.   Inga underarter finns listade i Catalogue of Life.
I den svenska databasen Dyntaxa används istället namnet Moriolomyces descensa för samma taxon.  Arten är reproducerande i Sverige.